# Historia del alfabeto
La historia del alfabeto comienza en el Antiguo Egipto, más de un milenio después de haber comenzado la historia de la escritura. El primer alfabeto formal surgió en el año 3000 a.c. para representar el lenguaje de los trabajadores semitas en Egipto, y se gestó a partir de los principios alfabéticos contenidos en los jeroglíficos egipcios. La mayoría de los alfabetos actuales del mundo o bien descienden directamente de esta raíz, por ejemplo los alfabetos griego y el latino, o se inspiraron en su diseño.
Así, por ejemplo, en el caso particular del alfabeto griego de 24 caracteres (siglo IX a. C.), este resulta la culminación de un largo proceso evolutivo de la escritura que se inicia el IV milenio a. C. con el jeroglífico egipcio y el cuneiforme (7 000 y 1 000 caracteres, respectivamente), pasando por el Lineal B de Creta de 90 caracteres (siglo XVII a. C.) y el chipriota (siglo XI a. C.), 56 caracteres.

## Escritos pre-alfabéticos
Existen dos tipos de sistemas de escritura bien documentados que surgen en el IV milenio a. C.: la escritura cuneiforme de Mesopotamia y los jeroglíficos egipcios. Ambos eran muy conocidos en la zona del Mediterráneo oriental, donde se desarrolló el primer alfabeto que alcanzó amplia difusión, el alfabeto fenicio. Existe alguna evidencia que indicaría que el sistema cuneiforme estaba desarrollando algunas propiedades alfabéticas en algunos lenguajes a los que se había adaptado, tal como se observa posteriormente en el antiguo sistema cuneiforme persa, pero todo indica que dichos desarrollos fueron líneas laterales y no ancestrales al alfabeto. El silabario de Biblos posee sugestivas similitudes tanto con el egipcio hierático, como con el alfabeto fenicio, pero como no ha sido descifrado, no es posible precisar si es que tuvo algún rol en la historia del alfabeto.

## Primeros pasos

### Comienzos en Egipto
Hacia el año 2700 a. C. los antiguos egipcios ya habían desarrollado un conjunto de 22 jeroglíficos para representar las consonantes de su lenguaje, más un símbolo 23 que podría representar vocales al comienzo o al final de una palabra. Estos glifos eran utilizados a manera de guías de pronunciación en logogramas, para escribir inflexiones gramaticales, y posteriormente para transcribir palabras y nombres extranjeros. Sin embargo, si bien el sistema era de naturaleza alfabética, no fue empleado para una escritura puramente alfabética. Por ello, aunque el sistema permitía ser usado como un alfabeto, fue siempre utilizado con un fuerte componente logográfico, posiblemente debido al gran valor simbólico del complejo sistema de jeroglíficos egipcios.
El primer sistema de escritura totalmente alfabético se estima que fue desarrollado hacia el 1850 a. C. por los trabajadores semíticos en la zona egipcia del Sinaí. Durante los cinco siglos siguientes se difundió hacia el norte, y muchos alfabetos de Occidente provienen de él, o han sido inspirados en uno de sus descendientes. El alfabeto meroítico fue una adaptación en el III siglo a. C. de los jeroglíficos, en Nubia en el sur de Egipto –aunque muchos estudiosos sospechan que existieron influencias del primer alfabeto.

### Alfabeto semítico

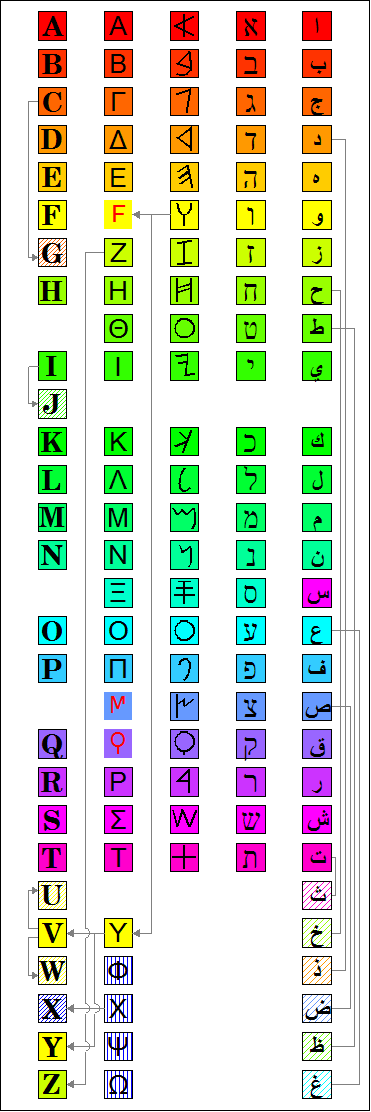
Tabla mostrando detalles de cuatro alfabetos que descienden del alfabeto fenicio, de izquierda a derecha latino, griego, fenicio, hebreo, árabe.

Los alfabetos proto-sinaíticos de Egipto aún deben ser descifrados. Sin embargo, parecen ser alfabéticos para registrar la lengua cananea. Los ejemplos más antiguos son los grabados en la zona del Sinaí y fechados hacia el 1850 a. C. Según Gordon J. Hamilton, estas inscripciones demuestran que el sitio de la invención del alfabeto ha sido muy probablemente Egipto.
Esta escritura semítica no se limitó a los signos de las consonantes egipcias existentes, sino que también incorporó otros jeroglíficos egipcios, formando un total de unos treinta símbolos. Se cree, aunque sin evidencia concreta, que los nombraron utilizando nombres semíticos en lugar de egipcios. Por ejemplo, el jeroglifo per ("casa" en egipcio) se convirtió en bayt ("casa" en semítico). No queda claro si es que estos glifos, al ser usados para escribir el lenguaje semítico, eran de naturaleza puramente alfabética, representando sólo la primera consonante de sus nombres de acuerdo al principio acrofónico, o si en cambio también podían representar secuencias de consonantes o aún palabras como lo habían hecho sus antecesores los jeroglíficos. Por ejemplo, el glifo de "casa" puede ser que sólo haya significado b (b como en beyt "casa"), o podría haber representado tanto la consonante b como la secuencia byt, como sucedía en egipcio, donde representaba tanto la letra p como también la secuencia pr. Sin embargo, cuando la escritura se diseminó hacia Canaán, ya era puramente alfabética, y el jeroglífico que inicialmente representaba "casa" solamente significaba b.
El primer Estado canaanita que hizo un amplio uso del alfabeto fue Fenicia, y por ello las versiones posteriores de la escritura canaanita son llamadas fenicias. Fenicia era un Estado marítimo en el centro de una vasta red comercial, y pronto el alfabeto fenicio se difundió por todo el Mediterráneo. Dos variantes del alfabeto fenicio tendrán un gran impacto en la historia de la escritura: el alfabeto arameo y el alfabeto griego.

### Derivados del abyad arameo
Los alfabetos fenicio y arameo, al igual que su prototipo egipcio, representaban sólo a las consonantes, es decir, un alfabeto consonántico. El alfabeto arameo, que evolucionó a partir del fenicio en el siglo VII a. C. como el sistema oficial de escritura del Imperio persa, es probablemente el ancestro de prácticamente todos los alfabetos modernos de Asia:
- El alfabeto hebreo moderno comenzó siendo una variante local del arameo imperial. (El alfabeto hebreo original fue mantenido por los samaritanos.)[8][9]
- El alfabeto árabe desciende del arameo a través del alfabeto nabateo utilizado en lo que actualmente es el sur de Jordania.
- El alfabeto siríaco usado luego del III siglo a. C. evolucionó, mediante el pahlavi y sogdiano, hacia los alfabetos del norte de Asia, tales como el Orkhon (probablemente), uigur, mongol y manchú.
- El alfabeto georgiano es de origen incierto, pero parecería que forma parte de la familia persa-arameo (o tal vez griega).
- El alfabeto arameo es el antecesor más probable de los alfabetos brahámicos del subcontinente indio, que se difundieron hacia Tíbet, Mongolia, Indochina y el archipiélago malayo junto con las religiones hindú y budista. (China y Japón, si bien incorporan el budismo, ya tenían un desarrollo propio y retuvieron sus sistemas logográfico y silábico.)
- El alfabeto hangul fue inventado en Corea en el siglo XV. Si bien la tradición establece que fue una invención autónoma, Gari Ledyard sugiere que algunas partes de su sistema de consonantes podrían estar basadas en media docena de letras derivadas del tibetano por medio del alfabeto phagspa imperial de la dinastía Yuan en China; el tibetano es una escritura brahámica. Posee unas característica únicas comparadas con los otros alfabetos, ya que el resto de las consonantes se derivan de este núcleo en forma de un sistema distintivo.[10]

| Occidente ← | Occidente ← | Fenicio | → Brahámicos | → Brahámicos | → Brahámicos | → Coreano |
| Latino      | Griego      | Fenicio | Guyaratí     | Devanagari   | Tibetano     | → Coreano |
| ----------- | ----------- | ------- | ------------ | ------------ | ------------ | --------- |
| A           | Α           | Aleph   | અ            | अ            | ཨ            |           |
| B           | В           | Beth    | બ            | ब            | བ            | ㅂ, ㅁ    |
| C, G        | Г           | Gimel   | ગ            | ग            | ག            | ㄱ, (ㆁ)  |
| D           | Δ           | Daleth  | ધ (ઢ)        | ध (ढ)        | -            |           |
| E           | Ε           | He      | હ            | ह            | ཧ            | (ㅱ)      |
| F, V        | Ϝ, Υ        | Waw     | વ            | व            | ཝ            |           |
| Z           | Ζ           | Zayin   | દ (ડ)        | द (ड)        | ད (ཌ)        | ㄷ, ㄴ    |
| H           | Η           | Heth    | ઘ            | घ            | -            |           |
| -           | Θ           | Teth    | થ (ઠ)        | थ (ठ)        | ཐ (ཋ)        |           |
| I, J        | Ι           | Yodh    | ય            | य            | ཡ            |           |
| K           | Κ           | Kaph    | ક            | क            | ཀ            |           |
| L           | Λ           | Lamedh  | લ            | ल            | ལ            | ㄹ        |
| M           | Μ           | Mem     | મ            | म            | མ            |           |
| N           | Ν           | Nun     | ન            | न            | ན            |           |
| -           | Ξ           | Samek   | શ            | श            | ཤ            |           |
| O           | Ο           | Ayin    | ?            |              |              |           |
| P           | Π           | Pe      | પ, ફ         | प, फ         | པ, ཕ         |           |
| -           | Ϡ           | Sade    | સ            | स            | ས            | ㅈ, ㅅ    |
| Q           | Ϙ           | Qoph    | ખ            | ख            | ཁ            |           |
| R           | Ρ           | Res     | ર            | र            | ར            |           |
| S           | Σ           | Sin     | ષ            | ष            | ཥ            |           |
| T           | Τ           | Taw     | ત (ટ)        | त (ट)        | ཏ (ཊ)        |           |

Tabla: La difusión del alfabeto hacia el oeste (griego, latín) y el este (brahámico, coreano). Notar que la correspondencia exacta entre el fenicio (a través del arameo) hacia el brahámico es incierta, especialmente para las sibilantes y las letras entre paréntesis. La transmisión del alfabeto desde el tibetano (a través del phagspa) hacia el hangul tampoco está exenta de controversias.

## Alfabeto griego

### Transmisión hacia Grecia
Los griegos tomaron el alfabeto fenicio hacia el siglo VIII a. C. y lo adaptaron a su lenguaje. Las letras del alfabeto griego son las mismas que las del alfabeto fenicio, y ambos alfabetos están ordenados de la misma forma. Si bien la asignación de letras vocales hubiera complicado la legibilidad del egipcio, fenicio o hebreo, su ausencia representaba un problema para el lenguaje griego, en el cual las vocales poseen un rol mucho más importante. Por ello los griegos adaptaron aquellas consonantes fenicias que no podían pronunciar para representar vocales. Todos los nombres de las letras del alfabeto fenicio comenzaban con consonantes, y esas consonantes eran lo que las letras representaban, lo que se denomina principio acrofónico. Sin embargo, varias consonantes fenicias no existían en el griego, y por lo tanto varios nombres de letras se pronunciaron con vocales en su inicio. Dado que el comienzo del nombre de una letra se asignaba al sonido de dicha letra, en griego estas letras consonantes pasaron a ser las vocales. Por ejemplo, los griegos no tenían oclusiva glotal o h, por lo que las letras fenicias ’alep y he se convirtieron en las letras griegas alfa y e (posteriormente renombrada epsilon), y representaron a las vocales /a/ y /e/ en lugar de las consonantes /ʔ/ y /h/. Como este procedimiento fortuito solo permitió obtener cinco o seis (dependiendo del dialecto) de las doce vocales griegas, los griegos finalmente crearon dígrafos y otras modificaciones, tales como ei, ou y o (la que se convierte en omega), o en algunos casos lisa y llanamente ignoraron la deficiencia, como en las a, i, u extendidas.
Se desarrollaron varias variedades del alfabeto griego. Por un lado estaban las variedades occidentales o calcídeas, ubicadas al oeste de Atenas y en el sur de Italia. Las demás variedades, conocidas como orientales, usadas en Atenas, Jonia y demás territorios griegos de la actual Turquía, fueron usadas en el resto de los territorios que adoptaron el griego. Aunque al principio se escribiera de derecha a izquierda como los fenicios, los griegos al final decidieron escribir de izquierda a derecha, al contrario de los fenicios.

### Descendientes del alfabeto griego

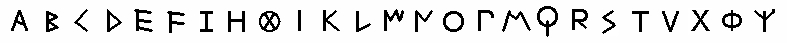
Alfabeto de Cumas (griego occidental).

El griego se convirtió en la fuente de todas las formas de escritura modernas de Europa. El alfabeto de los antiguos dialectos occidentales del griego, como el alfabeto de Cumas, donde la letra eta se usaba como h, dio lugar a los alfabetos itálicos antiguos y al alfabeto romano. En los dialectos griegos, en los que no tenían el sonido /h/, eta siguió como vocal y permaneció como vocal en el griego moderno y en todos los alfabetos que derivaron de la variante oriental: el alfabeto glagolítico, el cirílico, el armenio, el gótico (que adoptó letras griegas y también latinas), y posiblemente el georgiano.
Aunque esta descripción presenta la evolución de las escrituras en una forma lineal, ello es una simplificación, ya que por ejemplo, el alfabeto manchú, que desciende del adjasio de Asia occidental, fue influenciado por el coreano hangul, que según las interpretaciones es un alfabeto independiente o deriva del abugidas del sur de Asia. El georgiano aparentemente desciende de la familia aramea, pero fue fuertemente influenciado en su concepción por el griego. El alfabeto griego mismo, que deriva de los jeroglíficos a través del alfabeto semítico, más tarde adoptó media docena de signos del demótico cuando fue usado para escribir el egipcio copto.

## Desarrollo del alfabeto romano
Una tribu conocida como los latinos, que se convertirían en los romanos, también vivían en la península itálica al norte de los griegos occidentales. Los latinos adoptaron para su escritura una variante del alfabeto griego occidental a través del contacto con los etruscos, que usaban una transformación de este, y de los propios griegos de la Magna Grecia alrededor del siglo VII a. C. Los latinos desecharon cuatro letras del alfabeto griego, tomaron la F etrusca, que se pronunciaba como /w/, dándole el sonido /f/; también adoptaron la S etrusca, con tres líneas en zigzag, que posteriormente se curvaron dando el aspecto actual de la moderna S. Para representar el sonido /g/ en griego y el sonido /k/ en etrusco, se utilizó inicialmente la letra Γ, que terminaría transformándose en la C. Estos cambios dieron origen al alfabeto latino arcaico, que inicialmente tenía 21 letras, pero que antes del siglo III a. C. perdió la Z.  

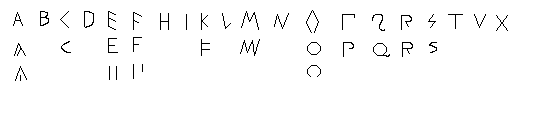
Alfabeto latino arcaico y sus distintas variantes.

Los romanos empleaban la C, K y Q para escribir el sonido /k/, la C adoptó también el sonido /g/. Posteriormente inventaron la G, añadiéndole un palito a la C, y la insertaron entre la F y la H por razones desconocidas. Una vez que el imperio romano conquistó Grecia, se reintrodujo la Z y se adoptó la Y para transcribir las palabras griegas que se tomaban prestadas, colocándolas al final del alfabeto. De esta forma, y tras desaparecer las efímeras letras que introdujo Claudio, el alfabeto latino quedó con 23 letras durante el resto de la Antigüedad y la Edad Media. En la Edad Media aparecen por primera vez las letras minúsculas como consecuencia de la evolución sufrida por las mayúsculas al generalizarse la escritura con tinta sobre pergamino o papel.

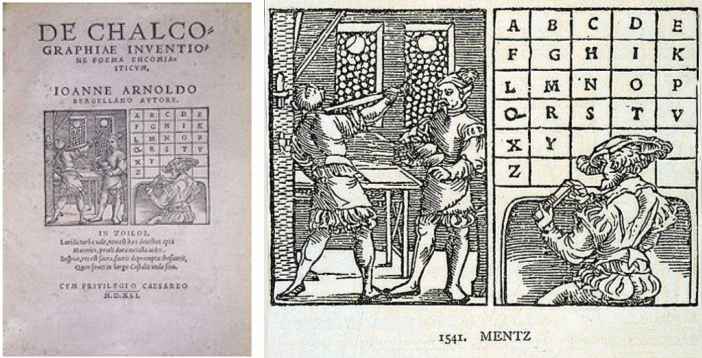
Tratado de 1541 donde aparece el alfabeto con 23 letras. Aún no están la W, U y J.

Los pueblos germánicos adoptaron el alfabeto latino tras su cristianización. Los anglosajones introdujeron transitoriamente en su alfabeto dos runas, thorn «Þ» y wyn «ƿ», para transcribir dos sonidos de su idioma no representados por las letras latinas, /θ/ y /w/, respectivamente, pero terminaron desechándolas porque podían confundirse con la letra P. Wyn fue sustituida por dos uves consecutivas, que terminaron ligándose y originando una nueva letra la W. A finales de la Edad Media se empezó a redondear la V para diferenciar cuando correspondía a su sonido vocálico, originándose la U. J comenzó a desarrollarse a partir de la I en el siglo XV. Estas dos últimas incorporaciones inicialmente sólo eran variedades caligráficas, y no fueron aceptadas como verdaderas letras hasta finales del siglo XVII e inicios del XVIII, quedando fijado el alfabeto latino básico:
| A | B | C | D | E | F | G | H | I | J | K | L | M | N | O | P | Q | R | S | T | U | V | W | X | Y | Z |

### Variantes en los alfabetos peninsulares

Evolución de la grafía de la Z visigoda a la Ç.

La letra Ç, que se usó en castellano antiguo para representar el fonema /ts/, es una letra originada durante la Edad Media en la península ibérica por arqueamiento superior de la zeta visigoda (ʒ) y con un cambio sucesivo de la posición hacia abajo. Los primeros escritos donde aparece esta grafía fueron españoles. Con el paso del tiempo se invirtieron los caracteres, colocando la z bajo la c; de aquí que se llame cedilla (zeta pequeña: la zeta se llamaba ceda), que fue evolucionando hasta convertirse en la actual ç. Esta letra, que se usó también en el euskera prenormativo, se utiliza actualmente en el catalán, el occitano, el francés, el portugués y en algunos dialectos del friulano con el valor de /s/. En cambio, en el turco, el curdo, el albanés, el turcomano, el tártaro, el azerí, el gagauzo y en algunos otros dialectos del friulano, sirve para representar el sonido /tʃ/. En el turco es considerada letra de pleno derecho y no una variación.

La letra Ñ se originó en la península ibérica. La primera referencia es del año 1295 en la obra anónima escrita en castellano La gran batalla. Durante el siglo XIV se extendió su uso, y ya en 1492 aparecía en la Grammatica de Nebrija. La grafía surgió de la costumbre de los copistas medievales de colocar una rayita encima de una ene para indicar que era doble, ahorrando así espacio. Cuando el par «nn» cambió su sonido palatalizándose, /ɲ/, la eñe se adoptó como nueva letra en el alfabeto español. Se emplea también en gallego, asturiano, extremeño, euskera y tagalo, así como en algunas lenguas indígenas de América, como el otomí, las lenguas quechuas, el aimara y el guaraní.

## Nombres de las letras y su orden
Existe un registro histórico con el orden de las letras del alfabeto del siglo XIV a. C., en un lugar llamado Ugarit situado en la costa norte de Siria. Se encontraron tabletas que contenían alrededor de un millar de signos cuneiformes, aunque no eran babilónicos y sólo había treinta signos diferentes. En doce de ellas aparece el conjunto de signos en orden alfabético. Han aparecido dos órdenes distintos, uno que es casi idéntico al orden usado por el alfabeto hebreo, griego y el latino, y un segundo orden muy similar al utilizado por el alfabeto etíope.
Se sabe cuántas letras había en el alfabeto protosinaítico, pero no se conoce su orden. Entre sus descendientes, el alfabeto ugarítico tenía 27 consonantes, el alfabeto árabe meridional tenía 29 y en el alfabeto fenicio se redujeron a 22. Estas escrituras se colocaban en dos órdenes: uno era ABGDE en el fenicio, y otro HMĦLQ en el meridional; el alfabeto ugarítico se ha encontrado en los dos órdenes. Ambas secuencias atestiguan la estabilidad que han conservado todos los alfabetos derivados de estos tipos de escritura.
Los nombres de las letras también han permanecido estables en muchos de los alfabetos descendientes del alfabeto fenicio, entre los que se encuentran el alfabeto samaritano, el arameo, el sirio, el hebreo y el alfabeto griego. Sin embargo, esos nombres fueron abandonados en el alfabeto árabe y en el alfabeto latino. El orden de las letras permaneció más o menos intacto en el latino, en el armenio, gótico y cirílico, pero se modificó en el alfabeto brahmi, el rúnico y en el árabe, aunque en este último también se mantuvo, o fue reintroducido, el orden abjadi tradicional como alternativa.
La tabla siguiente es un esquema de los nombres y forma de las letras del alfabeto fenicio y los alfabetos derivados de él, en el orden del fenicio, junto con el ugarítico.
| Orden alfabético | Palabra protocanaanita            | AFI       | Valor numérico | Ugarítico | Fenicio | Hebreo   | Árabe  | Otros alfabetos |
| 1                | ʾalp «buey»                       | /ʔ/       | 1              | 𐎀 ʾalpa   | 𐤀 ʾalp  | א alef   | ا alif | Α A А ᚨ         |
| 2                | bet «casa»                        | /b/       | 2              | 𐎁 beta    | 𐤁 bēt   | ב bet    | ﺏ bāʾ  | Β B В-Б ᛒ       |
| 3                | gaml «palo arrojadizo», «camello» | /g/       | 3              | 𐎂 gamla   | 𐤂 gīmel | ג guímel | ﺝ ǧīm  | Γ C-G Г ᚲ       |
| 4                | dalet «puerta» / digg «pez»       | /d/       | 4              | 𐎄 delta   | 𐤃 dālet | ד dálet  | ﺩ dāl  | Δ D Д           |
| 5                | haw «ventana» / hll «júbilo»      | /h/       | 5              | 𐎅 ho      | 𐤄 hē    | ה he     | هـ hāʾ | Ε E Е-Є         |
| 6                | wāw «gancho»                      | /β/ /w/   | 6              | 𐎆 wo      | 𐤅 wāw   | ו vav    | و wāw  | Ϝ-Υ F-V-Y У ᚢ   |
| 7                | zen «arma» / ziqq «grilletes»     | /z/       | 7              | 𐎇 zeta    | 𐤆 zayin | ז zayin  | ز zāī  | Ζ Z З           |
| 8                | ḥet «hilo», «valla»(¿?)           | /ħ/ / /x/ | 8              | 𐎈 ḥota    | 𐤇 ḥēt   | ח het    | ح ḥāʾ  | Η H И ᚺ         |
| 9                | ṭēt «rueda»                       | /tˁ/      | 9              | 𐎉 ṭet     | 𐤈 ṭēt   | ט tet    | ط ṭāʾ  | Θ Ѳ             |
| 10               | yad «mano, (ante)brazo»           | /j/       | 10             | 𐎊 yod     | 𐤉 yōd   | י yod    | ي yāʾ  | Ι I ᛁ           |
| 11               | kap «(palma de la) mano»          | /k/       | 20             | 𐎋 kap     | 𐤊 kap   | כ kaf    | ك kāf  | Κ K К           |
| 12               | lamd «pica, látigo»               | /l/       | 30             | 𐎍 lamda   | 𐤋 lāmed | ל lámed  | ل lām  | Λ L Л ᛚ         |
| 13               | mem «agua»                        | /m/       | 40             | 𐎎 mem     | 𐤌 mēm   | מ mem    | م mīm  | Μ M М           |
| 14               | naḥš «serpiente» / nun «pez»      | /n/       | 50             | 𐎐 nun     | 𐤍 nun   | נ nun    | ن nūn  | Ν N Н           |
| 15               | samek «apoyo», «pez»(¿?)          | /s/       | 60             | 𐎒 samka   | 𐤎 sāmek | ס sámej  |        | Ξ               |
| 16               | ʻen «ojo»                         | /ʕ/       | 70             | 𐎓 ʻain    | 𐤏 ʻayin | עayn     | عʿayn  | Ο O О           |
| 17               | pu «boca» / piʼt «esquina»        | /p/       | 80             | 𐎔 pu      | 𐤐 pē    | פ pei    | ف fāʾ  | Π P П           |
| 18               | ṣad «planta», «caza»              | /sˁ/      | 90             | 𐎕ṣade     | 𐤑 ṣādē  | צ tzadi  | ص ṣād  | Ϡ               |
| 19               | qup «mono», «cordón»(¿?)          | /kˁ/      | 100            | 𐎖 qopa    | 𐤒 qōph  | ק kuf    | ق qāf  | Ϙ Q Ҁ           |
| 20               | raʼs «cabeza»                     | /r/ / /ɾ/ | 200            | 𐎗 raša    | 𐤓 rēš   | ר resh   | ر rāʾ  | Ρ R Р ᚱ         |
| 21               | šin «diente» / šimš «sol»         | /ʃ/       | 300            | 𐎌 šin     | 𐤔 šin   | ש shin   | ش šīn  | Σ S Ш ᛊ         |
| 22               | taw «marca»                       | /t/       | 400            | 𐎚 to      | 𐤕 tāw   | ת taf    | ت tāʾ  | Τ T Т ᛏ         |

Estas 22 consonantes se ponen según la fonología del semítico noroccidental. De las consonantes protosemíticas reconstruidas, siete se han perdido: las fricativas interdentales ḏ, ṯ, ṱ, las fricativas laterales sordas ś, ṣ́, la fricativa uvular ġ y la distinción entre la fricativa sorda uvular y faríngea ḫ, ḥ, que en canaanita se rugió como ḥet. Las seis variantes de las letras que se añadieron al alfabeto árabe las suplen (excepto la ś), que sobrevive como un fonema separado como ሠ del alfabeto ge'ez: ḏ equivale a ḏāl, ṯ  a  ṯāʼ, ṱ a ḍād, ġ a ġayn, ṣ́ a ẓāʼ y ḫ equivale a ḫāʼ.

## Expansión del alfabeto
|  | Etíope     |
|  |            |
|  | Norarábigo |
|  |            |

|  | Copto       |
|  |             |
|  | Godo        |
|  |             |
|  | Armenio     |
|  |             |
|  | Georgiano   |
|  |             |
|  | Glagolítico |
|  |             |
|  | Cirílico    |
|  |             |
|  | Latino      |
|  |             |

|  | Alfabeto árabe |
|  |                |

|  | Sarada |
|  |        |

| Protobengalí | \| \| Bengalí \| \| \| \| |
|              | \| \| Bengalí \| \| \| \| |
|              | Devanagari                |
|              |                           |
|              | Bengalí                   |
|              |                           |

|  | Bengalí |
|  |         |

|  | Nepalí |
|  |        |

|  | Tailandés |
|  |           |

|  | Sarada |
|  |        |

| Protobengalí | \| \| Bengalí \| \| \| \| |
|              | \| \| Bengalí \| \| \| \| |
|              | Devanagari                |
|              |                           |
|              | Bengalí                   |
|              |                           |

|  | Bengalí |
|  |         |

|  | Nepalí |
|  |        |

|  | Tailandés |
|  |           |

|  | Sarada |
|  |        |

| Protobengalí | \| \| Bengalí \| \| \| \| |
|              | \| \| Bengalí \| \| \| \| |
|              | Devanagari                |
|              |                           |
|              | Bengalí                   |
|              |                           |

|  | Bengalí |
|  |         |

|  | Nepalí |
|  |        |

|  | Tailandés |
|  |           |

|  | Sarada |
|  |        |

| Protobengalí | \| \| Bengalí \| \| \| \| |
|              | \| \| Bengalí \| \| \| \| |
|              | Devanagari                |
|              |                           |
|              | Bengalí                   |
|              |                           |

|  | Bengalí |
|  |         |

|  | Nepalí |
|  |        |

|  | Tailandés |
|  |           |

|  | Alfabeto árabe |
|  |                |

|  | Sarada |
|  |        |

| Protobengalí | \| \| Bengalí \| \| \| \| |
|              | \| \| Bengalí \| \| \| \| |
|              | Devanagari                |
|              |                           |
|              | Bengalí                   |
|              |                           |

|  | Bengalí |
|  |         |

|  | Nepalí |
|  |        |

|  | Tailandés |
|  |           |

|  | Sarada |
|  |        |

| Protobengalí | \| \| Bengalí \| \| \| \| |
|              | \| \| Bengalí \| \| \| \| |
|              | Devanagari                |
|              |                           |
|              | Bengalí                   |
|              |                           |

|  | Bengalí |
|  |         |

|  | Nepalí |
|  |        |

|  | Tailandés |
|  |           |

|  | Sarada |
|  |        |

| Protobengalí | \| \| Bengalí \| \| \| \| |
|              | \| \| Bengalí \| \| \| \| |
|              | Devanagari                |
|              |                           |
|              | Bengalí                   |
|              |                           |

|  | Bengalí |
|  |         |

|  | Nepalí |
|  |        |

|  | Tailandés |
|  |           |

|  | Sarada |
|  |        |

| Protobengalí | \| \| Bengalí \| \| \| \| |
|              | \| \| Bengalí \| \| \| \| |
|              | Devanagari                |
|              |                           |
|              | Bengalí                   |
|              |                           |

|  | Bengalí |
|  |         |

|  | Nepalí |
|  |        |

|  | Tailandés |
|  |           |

|  | Copto       |
|  |             |
|  | Godo        |
|  |             |
|  | Armenio     |
|  |             |
|  | Georgiano   |
|  |             |
|  | Glagolítico |
|  |             |
|  | Cirílico    |
|  |             |
|  | Latino      |
|  |             |

|  | Alfabeto árabe |
|  |                |

|  | Sarada |
|  |        |

| Protobengalí | \| \| Bengalí \| \| \| \| |
|              | \| \| Bengalí \| \| \| \| |
|              | Devanagari                |
|              |                           |
|              | Bengalí                   |
|              |                           |

|  | Bengalí |
|  |         |

|  | Nepalí |
|  |        |

|  | Tailandés |
|  |           |

|  | Sarada |
|  |        |

| Protobengalí | \| \| Bengalí \| \| \| \| |
|              | \| \| Bengalí \| \| \| \| |
|              | Devanagari                |
|              |                           |
|              | Bengalí                   |
|              |                           |

|  | Bengalí |
|  |         |

|  | Nepalí |
|  |        |

|  | Tailandés |
|  |           |

|  | Sarada |
|  |        |

| Protobengalí | \| \| Bengalí \| \| \| \| |
|              | \| \| Bengalí \| \| \| \| |
|              | Devanagari                |
|              |                           |
|              | Bengalí                   |
|              |                           |

|  | Bengalí |
|  |         |

|  | Nepalí |
|  |        |

|  | Tailandés |
|  |           |

|  | Sarada |
|  |        |

| Protobengalí | \| \| Bengalí \| \| \| \| |
|              | \| \| Bengalí \| \| \| \| |
|              | Devanagari                |
|              |                           |
|              | Bengalí                   |
|              |                           |

|  | Bengalí |
|  |         |

|  | Nepalí |
|  |        |

|  | Tailandés |
|  |           |

|  | Alfabeto árabe |
|  |                |

|  | Sarada |
|  |        |

| Protobengalí | \| \| Bengalí \| \| \| \| |
|              | \| \| Bengalí \| \| \| \| |
|              | Devanagari                |
|              |                           |
|              | Bengalí                   |
|              |                           |

|  | Bengalí |
|  |         |

|  | Nepalí |
|  |        |

|  | Tailandés |
|  |           |

|  | Sarada |
|  |        |

| Protobengalí | \| \| Bengalí \| \| \| \| |
|              | \| \| Bengalí \| \| \| \| |
|              | Devanagari                |
|              |                           |
|              | Bengalí                   |
|              |                           |

|  | Bengalí |
|  |         |

|  | Nepalí |
|  |        |

|  | Tailandés |
|  |           |

|  | Sarada |
|  |        |

| Protobengalí | \| \| Bengalí \| \| \| \| |
|              | \| \| Bengalí \| \| \| \| |
|              | Devanagari                |
|              |                           |
|              | Bengalí                   |
|              |                           |

|  | Bengalí |
|  |         |

|  | Nepalí |
|  |        |

|  | Tailandés |
|  |           |

|  | Sarada |
|  |        |

| Protobengalí | \| \| Bengalí \| \| \| \| |
|              | \| \| Bengalí \| \| \| \| |
|              | Devanagari                |
|              |                           |
|              | Bengalí                   |
|              |                           |

|  | Bengalí |
|  |         |

|  | Nepalí |
|  |        |

|  | Tailandés |
|  |           |

|  | Copto       |
|  |             |
|  | Godo        |
|  |             |
|  | Armenio     |
|  |             |
|  | Georgiano   |
|  |             |
|  | Glagolítico |
|  |             |
|  | Cirílico    |
|  |             |
|  | Latino      |
|  |             |

|  | Alfabeto árabe |
|  |                |

|  | Sarada |
|  |        |

| Protobengalí | \| \| Bengalí \| \| \| \| |
|              | \| \| Bengalí \| \| \| \| |
|              | Devanagari                |
|              |                           |
|              | Bengalí                   |
|              |                           |

|  | Bengalí |
|  |         |

|  | Nepalí |
|  |        |

|  | Tailandés |
|  |           |

|  | Sarada |
|  |        |

| Protobengalí | \| \| Bengalí \| \| \| \| |
|              | \| \| Bengalí \| \| \| \| |
|              | Devanagari                |
|              |                           |
|              | Bengalí                   |
|              |                           |

|  | Bengalí |
|  |         |

|  | Nepalí |
|  |        |

|  | Tailandés |
|  |           |

|  | Sarada |
|  |        |

| Protobengalí | \| \| Bengalí \| \| \| \| |
|              | \| \| Bengalí \| \| \| \| |
|              | Devanagari                |
|              |                           |
|              | Bengalí                   |
|              |                           |

|  | Bengalí |
|  |         |

|  | Nepalí |
|  |        |

|  | Tailandés |
|  |           |

|  | Sarada |
|  |        |

| Protobengalí | \| \| Bengalí \| \| \| \| |
|              | \| \| Bengalí \| \| \| \| |
|              | Devanagari                |
|              |                           |
|              | Bengalí                   |
|              |                           |

|  | Bengalí |
|  |         |

|  | Nepalí |
|  |        |

|  | Tailandés |
|  |           |

|  | Alfabeto árabe |
|  |                |

|  | Sarada |
|  |        |

| Protobengalí | \| \| Bengalí \| \| \| \| |
|              | \| \| Bengalí \| \| \| \| |
|              | Devanagari                |
|              |                           |
|              | Bengalí                   |
|              |                           |

|  | Bengalí |
|  |         |

|  | Nepalí |
|  |        |

|  | Tailandés |
|  |           |

|  | Sarada |
|  |        |

| Protobengalí | \| \| Bengalí \| \| \| \| |
|              | \| \| Bengalí \| \| \| \| |
|              | Devanagari                |
|              |                           |
|              | Bengalí                   |
|              |                           |

|  | Bengalí |
|  |         |

|  | Nepalí |
|  |        |

|  | Tailandés |
|  |           |

|  | Sarada |
|  |        |

| Protobengalí | \| \| Bengalí \| \| \| \| |
|              | \| \| Bengalí \| \| \| \| |
|              | Devanagari                |
|              |                           |
|              | Bengalí                   |
|              |                           |

|  | Bengalí |
|  |         |

|  | Nepalí |
|  |        |

|  | Tailandés |
|  |           |

|  | Sarada |
|  |        |

| Protobengalí | \| \| Bengalí \| \| \| \| |
|              | \| \| Bengalí \| \| \| \| |
|              | Devanagari                |
|              |                           |
|              | Bengalí                   |
|              |                           |

|  | Bengalí |
|  |         |

|  | Nepalí |
|  |        |

|  | Tailandés |
|  |           |

|  | Copto       |
|  |             |
|  | Godo        |
|  |             |
|  | Armenio     |
|  |             |
|  | Georgiano   |
|  |             |
|  | Glagolítico |
|  |             |
|  | Cirílico    |
|  |             |
|  | Latino      |
|  |             |

|  | Alfabeto árabe |
|  |                |

|  | Sarada |
|  |        |

| Protobengalí | \| \| Bengalí \| \| \| \| |
|              | \| \| Bengalí \| \| \| \| |
|              | Devanagari                |
|              |                           |
|              | Bengalí                   |
|              |                           |

|  | Bengalí |
|  |         |

|  | Nepalí |
|  |        |

|  | Tailandés |
|  |           |

|  | Sarada |
|  |        |

| Protobengalí | \| \| Bengalí \| \| \| \| |
|              | \| \| Bengalí \| \| \| \| |
|              | Devanagari                |
|              |                           |
|              | Bengalí                   |
|              |                           |

|  | Bengalí |
|  |         |

|  | Nepalí |
|  |        |

|  | Tailandés |
|  |           |

|  | Sarada |
|  |        |

| Protobengalí | \| \| Bengalí \| \| \| \| |
|              | \| \| Bengalí \| \| \| \| |
|              | Devanagari                |
|              |                           |
|              | Bengalí                   |
|              |                           |

|  | Bengalí |
|  |         |

|  | Nepalí |
|  |        |

|  | Tailandés |
|  |           |

|  | Sarada |
|  |        |

| Protobengalí | \| \| Bengalí \| \| \| \| |
|              | \| \| Bengalí \| \| \| \| |
|              | Devanagari                |
|              |                           |
|              | Bengalí                   |
|              |                           |

|  | Bengalí |
|  |         |

|  | Nepalí |
|  |        |

|  | Tailandés |
|  |           |

|  | Alfabeto árabe |
|  |                |

|  | Sarada |
|  |        |

| Protobengalí | \| \| Bengalí \| \| \| \| |
|              | \| \| Bengalí \| \| \| \| |
|              | Devanagari                |
|              |                           |
|              | Bengalí                   |
|              |                           |

|  | Bengalí |
|  |         |

|  | Nepalí |
|  |        |

|  | Tailandés |
|  |           |

|  | Sarada |
|  |        |

| Protobengalí | \| \| Bengalí \| \| \| \| |
|              | \| \| Bengalí \| \| \| \| |
|              | Devanagari                |
|              |                           |
|              | Bengalí                   |
|              |                           |

|  | Bengalí |
|  |         |

|  | Nepalí |
|  |        |

|  | Tailandés |
|  |           |

|  | Sarada |
|  |        |

| Protobengalí | \| \| Bengalí \| \| \| \| |
|              | \| \| Bengalí \| \| \| \| |
|              | Devanagari                |
|              |                           |
|              | Bengalí                   |
|              |                           |

|  | Bengalí |
|  |         |

|  | Nepalí |
|  |        |

|  | Tailandés |
|  |           |

|  | Sarada |
|  |        |

| Protobengalí | \| \| Bengalí \| \| \| \| |
|              | \| \| Bengalí \| \| \| \| |
|              | Devanagari                |
|              |                           |
|              | Bengalí                   |
|              |                           |

|  | Bengalí |
|  |         |

|  | Nepalí |
|  |        |

|  | Tailandés |
|  |           |

|  | Etíope     |
|  |            |
|  | Norarábigo |
|  |            |

|  | Copto       |
|  |             |
|  | Godo        |
|  |             |
|  | Armenio     |
|  |             |
|  | Georgiano   |
|  |             |
|  | Glagolítico |
|  |             |
|  | Cirílico    |
|  |             |
|  | Latino      |
|  |             |

|  | Alfabeto árabe |
|  |                |

|  | Sarada |
|  |        |

| Protobengalí | \| \| Bengalí \| \| \| \| |
|              | \| \| Bengalí \| \| \| \| |
|              | Devanagari                |
|              |                           |
|              | Bengalí                   |
|              |                           |

|  | Bengalí |
|  |         |

|  | Nepalí |
|  |        |

|  | Tailandés |
|  |           |

|  | Sarada |
|  |        |

| Protobengalí | \| \| Bengalí \| \| \| \| |
|              | \| \| Bengalí \| \| \| \| |
|              | Devanagari                |
|              |                           |
|              | Bengalí                   |
|              |                           |

|  | Bengalí |
|  |         |

|  | Nepalí |
|  |        |

|  | Tailandés |
|  |           |

|  | Sarada |
|  |        |

| Protobengalí | \| \| Bengalí \| \| \| \| |
|              | \| \| Bengalí \| \| \| \| |
|              | Devanagari                |
|              |                           |
|              | Bengalí                   |
|              |                           |

|  | Bengalí |
|  |         |

|  | Nepalí |
|  |        |

|  | Tailandés |
|  |           |

|  | Sarada |
|  |        |

| Protobengalí | \| \| Bengalí \| \| \| \| |
|              | \| \| Bengalí \| \| \| \| |
|              | Devanagari                |
|              |                           |
|              | Bengalí                   |
|              |                           |

|  | Bengalí |
|  |         |

|  | Nepalí |
|  |        |

|  | Tailandés |
|  |           |

|  | Alfabeto árabe |
|  |                |

|  | Sarada |
|  |        |

| Protobengalí | \| \| Bengalí \| \| \| \| |
|              | \| \| Bengalí \| \| \| \| |
|              | Devanagari                |
|              |                           |
|              | Bengalí                   |
|              |                           |

|  | Bengalí |
|  |         |

|  | Nepalí |
|  |        |

|  | Tailandés |
|  |           |

|  | Sarada |
|  |        |

| Protobengalí | \| \| Bengalí \| \| \| \| |
|              | \| \| Bengalí \| \| \| \| |
|              | Devanagari                |
|              |                           |
|              | Bengalí                   |
|              |                           |

|  | Bengalí |
|  |         |

|  | Nepalí |
|  |        |

|  | Tailandés |
|  |           |

|  | Sarada |
|  |        |

| Protobengalí | \| \| Bengalí \| \| \| \| |
|              | \| \| Bengalí \| \| \| \| |
|              | Devanagari                |
|              |                           |
|              | Bengalí                   |
|              |                           |

|  | Bengalí |
|  |         |

|  | Nepalí |
|  |        |

|  | Tailandés |
|  |           |

|  | Sarada |
|  |        |

| Protobengalí | \| \| Bengalí \| \| \| \| |
|              | \| \| Bengalí \| \| \| \| |
|              | Devanagari                |
|              |                           |
|              | Bengalí                   |
|              |                           |

|  | Bengalí |
|  |         |

|  | Nepalí |
|  |        |

|  | Tailandés |
|  |           |

|  | Copto       |
|  |             |
|  | Godo        |
|  |             |
|  | Armenio     |
|  |             |
|  | Georgiano   |
|  |             |
|  | Glagolítico |
|  |             |
|  | Cirílico    |
|  |             |
|  | Latino      |
|  |             |

|  | Alfabeto árabe |
|  |                |

|  | Sarada |
|  |        |

| Protobengalí | \| \| Bengalí \| \| \| \| |
|              | \| \| Bengalí \| \| \| \| |
|              | Devanagari                |
|              |                           |
|              | Bengalí                   |
|              |                           |

|  | Bengalí |
|  |         |

|  | Nepalí |
|  |        |

|  | Tailandés |
|  |           |

|  | Sarada |
|  |        |

| Protobengalí | \| \| Bengalí \| \| \| \| |
|              | \| \| Bengalí \| \| \| \| |
|              | Devanagari                |
|              |                           |
|              | Bengalí                   |
|              |                           |

|  | Bengalí |
|  |         |

|  | Nepalí |
|  |        |

|  | Tailandés |
|  |           |

|  | Sarada |
|  |        |

| Protobengalí | \| \| Bengalí \| \| \| \| |
|              | \| \| Bengalí \| \| \| \| |
|              | Devanagari                |
|              |                           |
|              | Bengalí                   |
|              |                           |

|  | Bengalí |
|  |         |

|  | Nepalí |
|  |        |

|  | Tailandés |
|  |           |

|  | Sarada |
|  |        |

| Protobengalí | \| \| Bengalí \| \| \| \| |
|              | \| \| Bengalí \| \| \| \| |
|              | Devanagari                |
|              |                           |
|              | Bengalí                   |
|              |                           |

|  | Bengalí |
|  |         |

|  | Nepalí |
|  |        |

|  | Tailandés |
|  |           |

|  | Alfabeto árabe |
|  |                |

|  | Sarada |
|  |        |

| Protobengalí | \| \| Bengalí \| \| \| \| |
|              | \| \| Bengalí \| \| \| \| |
|              | Devanagari                |
|              |                           |
|              | Bengalí                   |
|              |                           |

|  | Bengalí |
|  |         |

|  | Nepalí |
|  |        |

|  | Tailandés |
|  |           |

|  | Sarada |
|  |        |

| Protobengalí | \| \| Bengalí \| \| \| \| |
|              | \| \| Bengalí \| \| \| \| |
|              | Devanagari                |
|              |                           |
|              | Bengalí                   |
|              |                           |

|  | Bengalí |
|  |         |

|  | Nepalí |
|  |        |

|  | Tailandés |
|  |           |

|  | Sarada |
|  |        |

| Protobengalí | \| \| Bengalí \| \| \| \| |
|              | \| \| Bengalí \| \| \| \| |
|              | Devanagari                |
|              |                           |
|              | Bengalí                   |
|              |                           |

|  | Bengalí |
|  |         |

|  | Nepalí |
|  |        |

|  | Tailandés |
|  |           |

|  | Sarada |
|  |        |

| Protobengalí | \| \| Bengalí \| \| \| \| |
|              | \| \| Bengalí \| \| \| \| |
|              | Devanagari                |
|              |                           |
|              | Bengalí                   |
|              |                           |

|  | Bengalí |
|  |         |

|  | Nepalí |
|  |        |

|  | Tailandés |
|  |           |

|  | Copto       |
|  |             |
|  | Godo        |
|  |             |
|  | Armenio     |
|  |             |
|  | Georgiano   |
|  |             |
|  | Glagolítico |
|  |             |
|  | Cirílico    |
|  |             |
|  | Latino      |
|  |             |

|  | Alfabeto árabe |
|  |                |

|  | Sarada |
|  |        |

| Protobengalí | \| \| Bengalí \| \| \| \| |
|              | \| \| Bengalí \| \| \| \| |
|              | Devanagari                |
|              |                           |
|              | Bengalí                   |
|              |                           |

|  | Bengalí |
|  |         |

|  | Nepalí |
|  |        |

|  | Tailandés |
|  |           |

|  | Sarada |
|  |        |

| Protobengalí | \| \| Bengalí \| \| \| \| |
|              | \| \| Bengalí \| \| \| \| |
|              | Devanagari                |
|              |                           |
|              | Bengalí                   |
|              |                           |

|  | Bengalí |
|  |         |

|  | Nepalí |
|  |        |

|  | Tailandés |
|  |           |

|  | Sarada |
|  |        |

| Protobengalí | \| \| Bengalí \| \| \| \| |
|              | \| \| Bengalí \| \| \| \| |
|              | Devanagari                |
|              |                           |
|              | Bengalí                   |
|              |                           |

|  | Bengalí |
|  |         |

|  | Nepalí |
|  |        |

|  | Tailandés |
|  |           |

|  | Sarada |
|  |        |

| Protobengalí | \| \| Bengalí \| \| \| \| |
|              | \| \| Bengalí \| \| \| \| |
|              | Devanagari                |
|              |                           |
|              | Bengalí                   |
|              |                           |

|  | Bengalí |
|  |         |

|  | Nepalí |
|  |        |

|  | Tailandés |
|  |           |

|  | Alfabeto árabe |
|  |                |

|  | Sarada |
|  |        |

| Protobengalí | \| \| Bengalí \| \| \| \| |
|              | \| \| Bengalí \| \| \| \| |
|              | Devanagari                |
|              |                           |
|              | Bengalí                   |
|              |                           |

|  | Bengalí |
|  |         |

|  | Nepalí |
|  |        |

|  | Tailandés |
|  |           |

|  | Sarada |
|  |        |

| Protobengalí | \| \| Bengalí \| \| \| \| |
|              | \| \| Bengalí \| \| \| \| |
|              | Devanagari                |
|              |                           |
|              | Bengalí                   |
|              |                           |

|  | Bengalí |
|  |         |

|  | Nepalí |
|  |        |

|  | Tailandés |
|  |           |

|  | Sarada |
|  |        |

| Protobengalí | \| \| Bengalí \| \| \| \| |
|              | \| \| Bengalí \| \| \| \| |
|              | Devanagari                |
|              |                           |
|              | Bengalí                   |
|              |                           |

|  | Bengalí |
|  |         |

|  | Nepalí |
|  |        |

|  | Tailandés |
|  |           |

|  | Sarada |
|  |        |

| Protobengalí | \| \| Bengalí \| \| \| \| |
|              | \| \| Bengalí \| \| \| \| |
|              | Devanagari                |
|              |                           |
|              | Bengalí                   |
|              |                           |

|  | Bengalí |
|  |         |

|  | Nepalí |
|  |        |

|  | Tailandés |
|  |           |

|  | Copto       |
|  |             |
|  | Godo        |
|  |             |
|  | Armenio     |
|  |             |
|  | Georgiano   |
|  |             |
|  | Glagolítico |
|  |             |
|  | Cirílico    |
|  |             |
|  | Latino      |
|  |             |

|  | Alfabeto árabe |
|  |                |

|  | Sarada |
|  |        |

| Protobengalí | \| \| Bengalí \| \| \| \| |
|              | \| \| Bengalí \| \| \| \| |
|              | Devanagari                |
|              |                           |
|              | Bengalí                   |
|              |                           |

|  | Bengalí |
|  |         |

|  | Nepalí |
|  |        |

|  | Tailandés |
|  |           |

|  | Sarada |
|  |        |

| Protobengalí | \| \| Bengalí \| \| \| \| |
|              | \| \| Bengalí \| \| \| \| |
|              | Devanagari                |
|              |                           |
|              | Bengalí                   |
|              |                           |

|  | Bengalí |
|  |         |

|  | Nepalí |
|  |        |

|  | Tailandés |
|  |           |

|  | Sarada |
|  |        |

| Protobengalí | \| \| Bengalí \| \| \| \| |
|              | \| \| Bengalí \| \| \| \| |
|              | Devanagari                |
|              |                           |
|              | Bengalí                   |
|              |                           |

|  | Bengalí |
|  |         |

|  | Nepalí |
|  |        |

|  | Tailandés |
|  |           |

|  | Sarada |
|  |        |

| Protobengalí | \| \| Bengalí \| \| \| \| |
|              | \| \| Bengalí \| \| \| \| |
|              | Devanagari                |
|              |                           |
|              | Bengalí                   |
|              |                           |

|  | Bengalí |
|  |         |

|  | Nepalí |
|  |        |

|  | Tailandés |
|  |           |

|  | Alfabeto árabe |
|  |                |

|  | Sarada |
|  |        |

| Protobengalí | \| \| Bengalí \| \| \| \| |
|              | \| \| Bengalí \| \| \| \| |
|              | Devanagari                |
|              |                           |
|              | Bengalí                   |
|              |                           |

|  | Bengalí |
|  |         |

|  | Nepalí |
|  |        |

|  | Tailandés |
|  |           |

|  | Sarada |
|  |        |

| Protobengalí | \| \| Bengalí \| \| \| \| |
|              | \| \| Bengalí \| \| \| \| |
|              | Devanagari                |
|              |                           |
|              | Bengalí                   |
|              |                           |

|  | Bengalí |
|  |         |

|  | Nepalí |
|  |        |

|  | Tailandés |
|  |           |

|  | Sarada |
|  |        |

| Protobengalí | \| \| Bengalí \| \| \| \| |
|              | \| \| Bengalí \| \| \| \| |
|              | Devanagari                |
|              |                           |
|              | Bengalí                   |
|              |                           |

|  | Bengalí |
|  |         |

|  | Nepalí |
|  |        |

|  | Tailandés |
|  |           |

|  | Sarada |
|  |        |

| Protobengalí | \| \| Bengalí \| \| \| \| |
|              | \| \| Bengalí \| \| \| \| |
|              | Devanagari                |
|              |                           |
|              | Bengalí                   |
|              |                           |

|  | Bengalí |
|  |         |

|  | Nepalí |
|  |        |

|  | Tailandés |
|  |           |

## Alfabetos gráficamente independientes
El único alfabeto oficial en la actualidad que no deriva del alfabeto canaanita es el thaana de Maldivas, aunque ha sido claramente influido por el árabe, en el que las formas de sus letras derivan de numerales. El alfabeto osmanya ideado para el somalí en la década de los 1920, que fue cooficial en Somalia junto con el alfabeto latino hasta 1972, también tenía letras con formas completamente innovadas.
Entre los alfabetos que ya no se usan oficialmente por ninguna lengua, algunos mostraban claramente que sus formas eran independientes de los semíticos. El alfabeto zhuyin deriva de las forma de los caracteres chinos. El alfabeto santali de la India oriental parece basado en símbolos tradicionales, tales como "peligro" y "punto de encuentro", además de pictogramas inventados por sus creadores. Los nombres de las letras del santali están relacionados con los sonidos que representan, según el principio de acrofonía, al revés que en el semítico original, ya que incluyen el sonido al final del nombre tanto como los pictogramas inventados por su creador: le (olor) representa a la e, mientras que en (grano)" representa a la n.
En la Antigüedad el alfabeto ogam de las islas británicas, que constaba de signos cuadrados, y las inscripciones monumentales del antiguo Imperio persa se ordenaban esencialmente como había quedado registrado en la escritura cuneiforme, aunque la forma de sus letras era diferente y al parecer había sido especialmente creado para sus idiomas.

## Alfabetos en otros soportes
La adopción de nuevos soportes y materiales de escritura provocan una ruptura en las formas gráficas y dificulta el seguimiento de las relaciones entre sus grafías, como es el paso de la inscripción en barro, sobre piedra o a la escritura con tinta. Por ejemplo, no se observa de forma inmediata que el cuneiforme alfabeto ugarítico deriva del prototipico abjad semítico, aunque parece ser que así es. Los alfabetos manuales son una continuación directa de los alfabetos locales, el alfabeto a dos manos y los alfabetos a una mano francés y americano mantienen las formas del alfabeto latino, el alfabeto manual indio se asemeja al devanagari y el coreano al hangul, mientras que el braille, el alfabeto semáforo, las banderas de señales marítimas y el código Morse son esencialmente formas geométricas elegidas arbitrariamente. Las formas del braille y de las letras semáforo, por ejemplo, derivan del orden alfabético latino pero no de sus formas. La forma de la moderna taquigrafía también parece no estar relacionada, si lo estuvo, con el alfabeto latino, pues la conexión se ha perdido con el tiempo.